# تشارلي ميرز
تشارلي ميرز (بالإنجليزية: Charlie Merz)‏ هو سائق سيارة سباق ومهندس أمريكي، ولد في 6 يوليو 1888 في إنديانابوليس في الولايات المتحدة، وتوفي بنفس المكان في 8 يوليو 1952.

## روابط خارجية
- تشارلي ميرز على موقع DriverDB.com (الإنجليزية)